# Bad Mergentheim
Bad Mergentheim (tiếng Đức: [baːt ˈmɛʁɡn̩thaɪm] ⓘ; Mergentheim đến năm 1926; Đông Franconia: Märchedol) là một thị trấn nằm ở huyện Main-Tauber-Kreis, thuộc bang Baden-Württemberg, Đức. Với dân số khoảng 23,000 người, nơi đây được công nhận là một thị trấn spa từ năm 1926. Ngoài ra Bad Mergentheim còn được biết đến là nơi đặt trụ sở của hiệp sĩ dòng Teuton từ năm 1526 đến 1809.

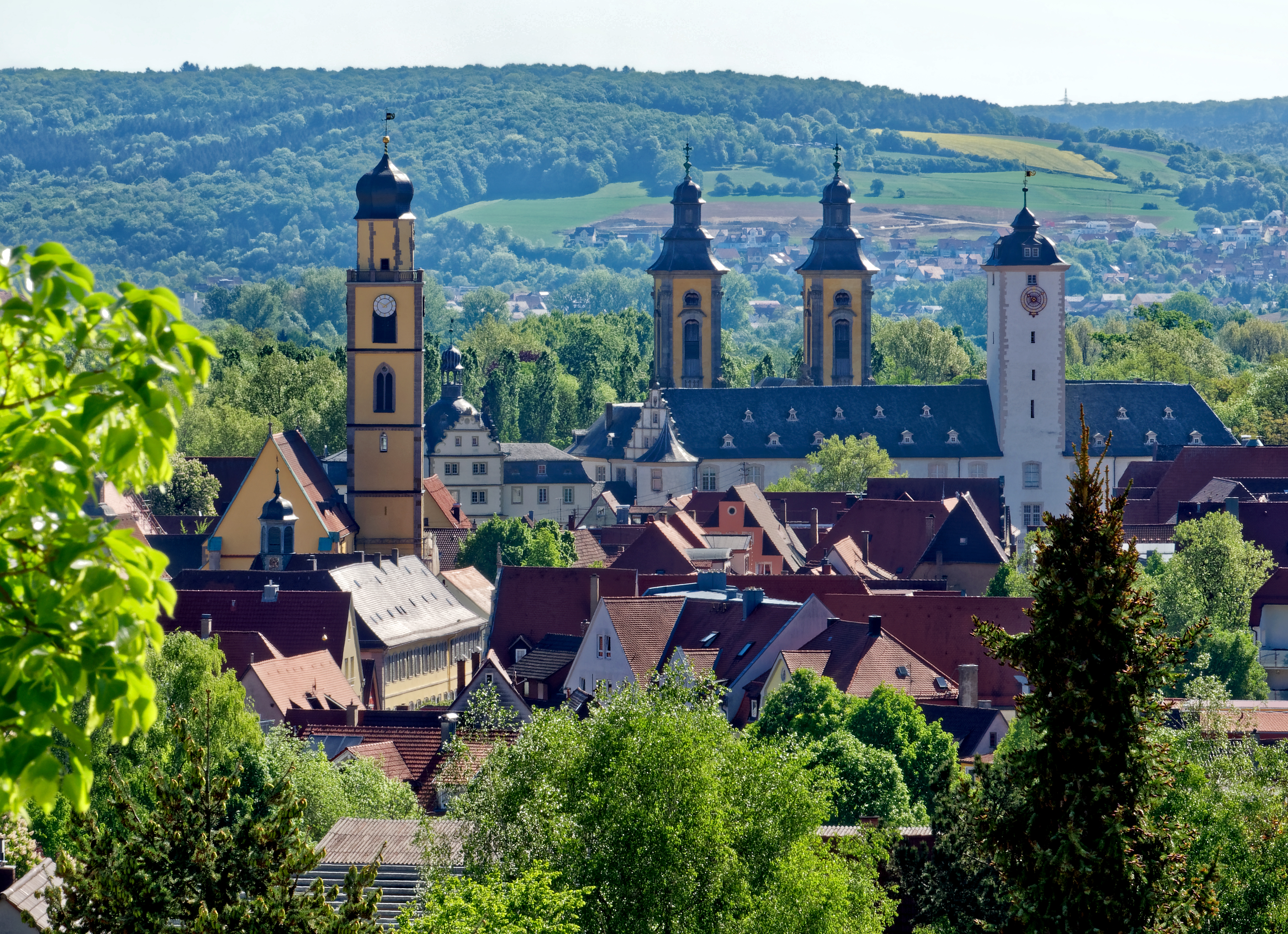
Những tòa tháp ở Bad Mergentheim.

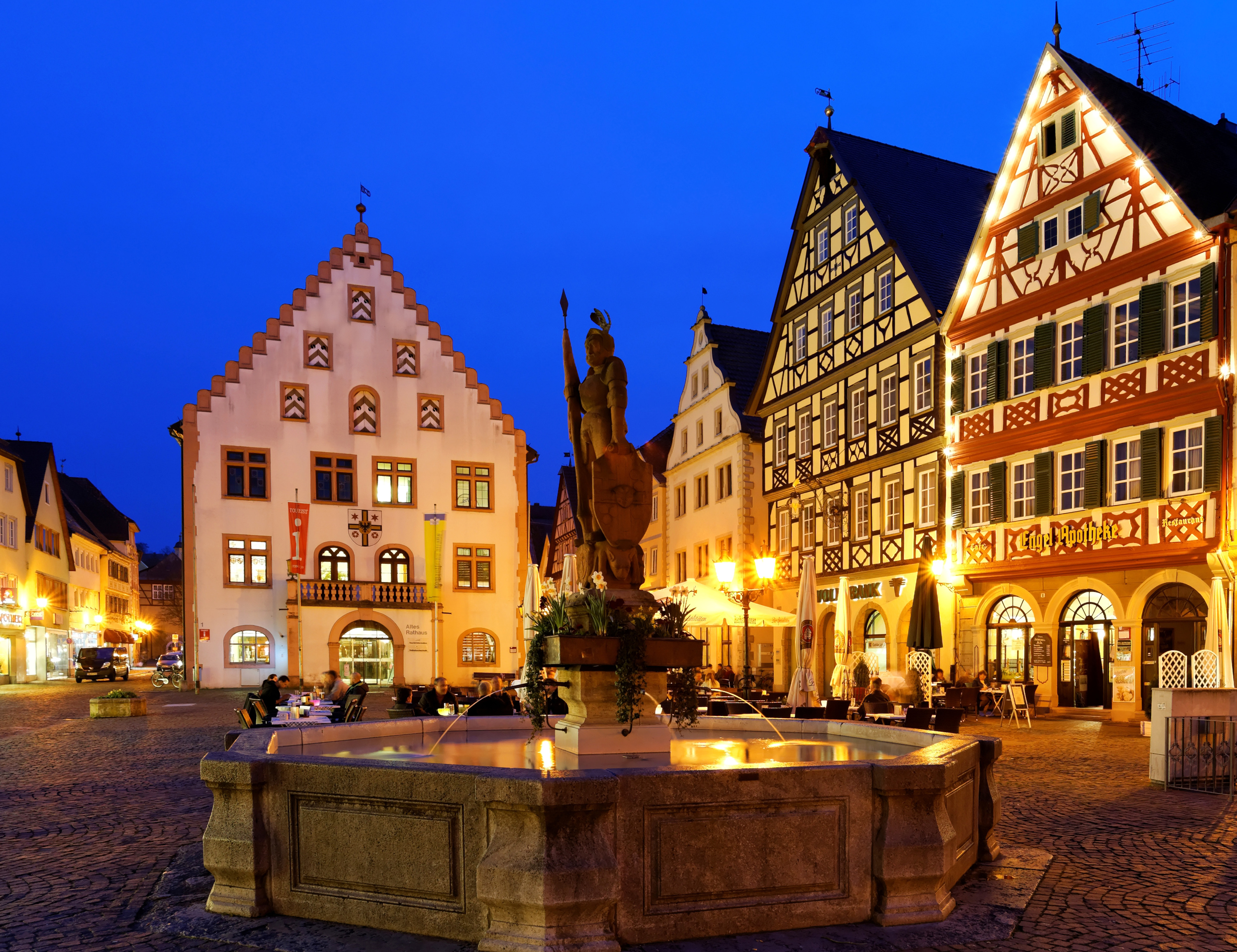
Tòa thị chính và khu chợ cổ ở Bad Mergentheim

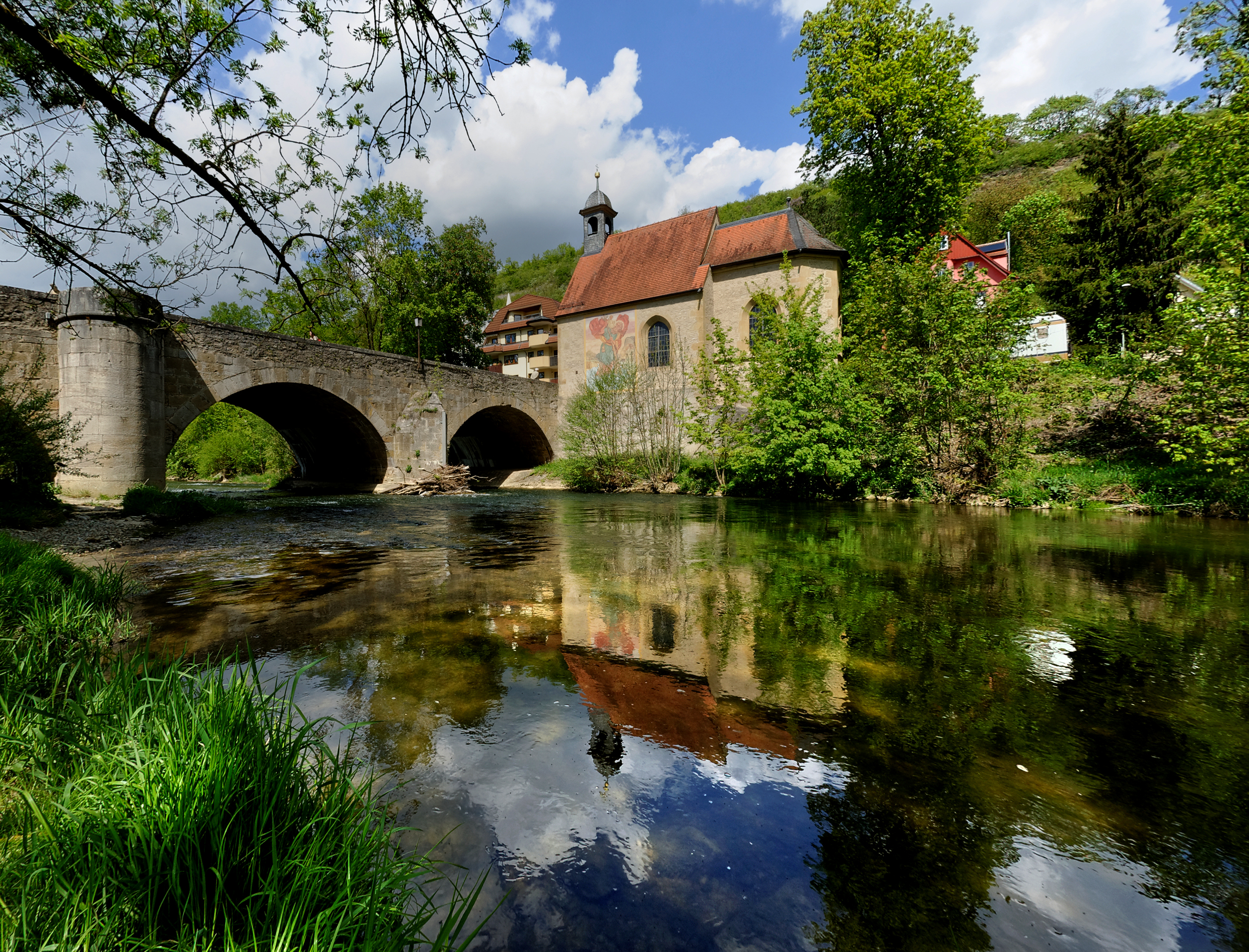
Nhà nguyện Wolfgang và cây cầu đá bắc qua sông Tauber

## Nhân khẩu học
| Năm  | Dân số |
| ---- | ------ |
| 1660 | 1,064  |
| 1855 | 2,917  |
| 1900 | 4,372  |
| 1933 | 6,191  |
| 1945 | 9,300  |
| 1950 | 10,184 |
| 1961 | 11,608 |
| 1975 | 19,895 |
| 1990 | 21,567 |
| 2005 | 22,486 |
| 2013 | 22,470 |